# Phare de Langoz
 (août 2018).
Si vous disposez d'ouvrages ou d'articles de référence ou si vous connaissez des sites web de qualité traitant du thème abordé ici, merci de compléter l'article en donnant les références utiles à sa vérifiabilité et en les liant à la section « Notes et références ».
Le phare de Langoz est situé sur la plage du même nom (plage de Langoz) sur la commune de Loctudy.
Il balise l'entrée du chenal du port de Loctudy et de la rivière de Pont-l'Abbé, et signale un amas rocheux important.
Le phare est constitué d'une tour peinte en blanc à sa base et en rouge au sommet. Sur sa partie rouge, on peut lire en lettres blanches LANGOZ.

## Histoire
Le phare est mis en service en 1863.
Occupé par les Allemands à partir du 22 juin 1940, il est décapité par la Kriegsmarine le 4 août 1944 et restauré après la guerre.
Il est automatisé en 2004, au départ de son dernier gardien Loïc Puillon (en poste de 1983 à 2004). La maison de gardien a abrité toute sa famille jusqu'à son départ. 
Il convient de ne pas confondre le phare de Langoz (encore en activité) et Les Perdrix qui sont une tourelle aujourd'hui désaffectée située plus en amont dans la rivière de Pont-l'Abbé entre Loctudy et l'Île-Tudy et qui est peinte d'un damier noir et blanc.